# 百引村
百引村（もびきむら）は、鹿児島県肝属郡にあった村。現在の鹿屋市の一部。

## 地理
大隅半島の北西部、大鳥川支流・堂籠川、浦谷川流域に位置していた。

## 歴史
- 1889年（明治22年）4月1日 - 肝属郡上百引村、下百引村、平房村が合併して村制施行し、百引村が発足[2][3]。
- 1956年（昭和31年）4月1日 - 曽於郡市成村と合併して曽於郡輝北町を新設し廃止された[2][3]。